# Silver lining (album van Nils Lofgren)
Silver lining is een elpee van Nils Lofgren uit 1991. Hij schreef alle nummers zelf en nam dit werk op met verschillende bekende artiesten.
Het is zijn eerste album sinds hij zes jaar eerder Flip (1985) had uitgebracht. In de tussenliggende jaren speelde hij aan de zijde van de rockartiest Bruce Springsteen. 
Springsteen werkte ook mee aan het album, namelijk door de tweede stem te zingen in Valentine, een single die ook de Nederlandse hitlijsten bereikte. Verder speelde Billy Preston mee op de toetsen en is Ringo Starr te horen met een tweede stem en op de drums.

## Hitnoteringen
| Hitlijst                | notering |
| ----------------------- | -------- |
| Verenigd Koninkrijk     | 61       |
| Nederland               | 62       |
| Billboard Album Top 200 | 153      |

## Nummers
| Nummer | naam              | duur |
| ------ | ----------------- | ---- |
| A1     | Silver lining     | 4:45 |
| A2     | Valentine         | 6:14 |
| A3     | Walkin' nerve     | 3:53 |
| A4     | Live each day     | 4:18 |
| A5     | Sticks and stones | 6:10 |
| B1     | Troble's back     | 5:00 |
| B2     | Little bit o'tme  | 2:48 |
| B3     | Bein' angry       | 5:52 |
| B4     | Gun and run       | 4:18 |
| B5     | Girl in motion    | 5:51 |